# Homalometa nossa
Homalometa nossa är en spindelart som beskrevs av Claude Lévi 1986. Homalometa nossa ingår i släktet Homalometa och familjen käkspindlar. Inga underarter finns listade i Catalogue of Life.